# Stefano Ticci
Stefano Ticci (Forte dei Marmi, 13 maggio 1962) è un ex bobbista italiano.

## Biografia
Atleta del Gruppo Sportivo Fiamme Oro con un primato di 10"50 sui 100m, nel 1982 venne selezionato da Georg Werth per entrare a far parte della Nazionale di bob dell'Italia.
Partecipò alle Olimpiadi di Sarajevo 1984 dove giunse 9° in coppia con Marco Bellodis. Ai giochi invernali di Calgary 1988 si classificò al 19º posto con il bob a quattro pilotato da Ivo Ferriani. Nell'edizione di Albertville 1992 Ticci sfiorò il podio in coppia con Günther Huber: secondi in classifica dopo le prime tre manche, chiusero solo al quinto posto a seguito del rialzo della temperatura che mise in affanno i pattini del loro bob.
Durante la Coppa del Mondo di bob 1993 vinse la tappa di Lillehammer.
Ai XVII Giochi olimpici invernali (edizione disputatasi nel 1994 a Lillehammer, Norvegia) vinse la medaglia di bronzo nel Bob a due con il connazionale Günther Huber, partecipando per la nazionale italiana.
Il tempo totalizzato fu di 3:31.01, con differenza minima rispetto alle nazionali svizzere, 3:30.86 e 3:30.81 i loro tempi.

### Vita privata
Sposato, ha avuto due figli, Federico (nato nel 1994) e Francesco (nato nel 1996), entrambi calciatori delle giovanili del Pietrasanta Marina. Francesco è deceduto l'11 novembre 2010 travolto da un'auto mentre tornava a casa in motorino da un allenamento.